# Iveco Trakker
L'Iveco Trakker è un autocarro prodotto dall'Iveco di Torino dal 2004 in sostituzione del precedente Iveco Eurotrakker.

## Contesto
Si tratta di un veicolo destinato al trasporto pesante di merci che si differenzia dall'Iveco Stralis per la maggior predisposizione all'utilizzo nelle condizioni più difficili, come ad esempio quale mezzo da cava e cantiere.
Presentato alla stampa in Sicilia nel 2004, il Trakker, nelle ultime versioni, è disponibile con motori Cursor 8 e 13 in regola con la normativa Euro 5. Le molteplici versioni contemplano veicoli a 2, 3 e 4 assi con massa a pieno carico fino a 72 tonnellate.
Data la sua predisposizione all'uso in contesti impegnativi, il Trakker fa da base tecnica anche per la preparazione di veicoli speciali (trasporti eccezionali, usi militari) a cura di aziende specializzate, quali ad esempio la Astra.

## Sport
Anche a fini pubblicitari il Trakker è stato utilizzato nell'edizione 2006 della competizione africana Rally Dakar.
Nell'edizione 2012 della stessa corsa un Trakker si è classificato al secondo posto, dietro ad un Iveco Powerstar, e un altro è giunto al sesto posto. I mezzi, equipaggiati con il motore della serie Cursor portato a 840 CV, sono in grado di superare 160 km/h nonostante pesino quasi 10000 kg. I veicoli erano gestiti dal team olandese De Rooy e condotti rispettivamente da Hans Stacey e Miki Biasion.

## Versioni
- Trakker AD (Active Day)= Cabina corta e tetto basso.
- Trakker AT (Active Time)= Cabina lunga e tetto basso o alto.

Quest'ultima è più indicata per chi pernotta spesso in cabina.